# Amebelodon
 Amebelodon is een geslacht van uitgestorven slurfdieren, dat voorkwam in het Laat-Mioceen. Amebelodon is een geslacht van uitgestorven Proboscidea behorende tot Amebelodontidae, een groep probosciden verwant aan de moderne olifanten en hun naaste verwant de mammoet. Het meest opvallende kenmerk van dit dier zijn de onderste slagtanden, die smal, langwerpig en duidelijk afgeplat zijn met de mate van afvlakking die varieert tussen de verschillende soorten. Twee geldige soorten worden momenteel in dit geslacht geplaatst, dat endemisch was voor Noord-Amerika. Andere soorten die ooit aan Amebelodon waren toegewezen, zijn nu toegewezen aan het geslacht Konobelodon, dat ooit een subgenus was.

## Beschrijving
Qua uiterlijk en omvang vertoonde dit dier veel gelijkenis met de huidige olifant, met uitzondering van de schedel en de slagtanden. De onderkaak was bezet met twee afgeplatte, naast elkaar liggende, schopvormige slagtanden van een meter lang, met een scherpe snijrand.

## Leefwijze
Dit drie meter hoge dier leefde op de Noord-Amerikaanse prairie, in de buurt van water. Het voedsel van het dier bestond uit waterplanten, die in overvloed groeiden in de rivieren. Deze werden tussen de slurf en de slagtanden ingeklemd en uit de modder getrokken, waarna de platte slurf het groenvoer naar de bek bracht.

## Vondsten
Resten van dit dier werden gevonden in Colorado en Nebraska.

## Taxonomie
Amebelodon verscheen voor het eerst in de Great Plains en Gulf Coast-regio's van Noord-Amerika tijdens het Boven-Mioceen, ongeveer 9 miljoen jaar geleden en stierf blijkbaar ongeveer 6 miljoen jaar geleden uit op dit continent. De jongste vermelding van Amebelodon komt van een 5 miljoen jaar oude vindplaats in Noord-Amerika. De soort Amebelodon floridanus was relatief klein, een beetje kleiner dan levende olifanten en kwam veel voor in fossiele vindplaatsen van 9 tot 8 miljoen jaar geleden. Andere grotere maar enigszins jongere gewone Noord-Amerikaanse soorten zijn Amebelodon fricki.

## Paleobiologie
Net als andere typische gomphotheren bezat Amebelodon twee paar slagtanden, een bovenste paar (net als die gevonden bij moderne olifanten) en een onderste paar dat zich uitstrekte vanaf de voorkant van de onderkaken. Zoals hierboven vermeld, onderscheidden de onderste slagtanden van de Amebelodon zich echter doordat ze relatief lang, slank en afgeplat waren. Vanwege de gelijkenis van deze onderste slagtanden met schoppen, wordt Amebelodon gewoonlijk aangeduid als een 'schep-slagtand' gomphothere (een andere schop-slagtand gomphothere die al dan niet nauw verwant is aan Amebelodon is Platybelodon). Er is al lang een veronderstelling dat deze onderste slagtanden door het dier tijdens het voeren daadwerkelijk als schoppen werden gebruikt, vermoedelijk om waterplanten op te graven. Een analyse van slijtagepatronen heeft echter aangetoond dat deze onderste slagtanden hoogstwaarschijnlijk op verschillende manieren zijn gebruikt naast het scheppen, inclusief het schrapen van schors van bomen. Over het algemeen duidt het bewijs erop dat dit dier een veelzijdige grazer was (een dier dat breedbladige planten at in plaats van gras) en zich op verschillende manieren zowel in natte als droge omstandigheden voedt. Om redenen die niet duidelijk in de literatuur worden uitgelegd, wordt Amebelodon meestal afgebeeld met een korte, flexibele romp (dit geldt voor het bijbehorende beeld). Er is echter veel bewijs dat Amebelodon eigenlijk een lange, flexibele stam had die erg leek op die in moderne olifanten, en dat het waarschijnlijk belangrijk was voor eten, drinken, enz.
Er werd ooit gedacht dat Amebelodon wijdverspreid was, maar een studie van Konobelodon in 2012 verkortte de reikwijdte van het geslacht, waarbij de in China gevonden exemplaren naar het niet-verwante geslacht Protanancus werden verplaatst.